# Al Salvadori
Albert Julian Salvadori, detto Al (Wheeling, 6 maggio 1945), è un ex cestista statunitense, professionista nella ABA.
È il padre di Kevin Salvadori

## Carriera
Venne selezionato dai Baltimore Bullets al quarto giro del Draft NBA 1967 (32ª scelta assoluta).